# Wera Michailowna Rosenberg
Wera Michailowna Rosenberg (russisch Вера Михайловна Розенберг; * 1894 im Dorf Kuwisino, Rajon Waldai; † 1965 in Leningrad) war eine russisch-sowjetische Mathematikerin und Physikerin.

## Leben
Sie entstammte der Familie Rosenberg. Ihr Vater Michail Fjodorowitsch Rosenberg (1861–1928) war Generalmajor, Artilleriewaffenkonstrukteur und Held der Arbeit der Roten Armee. Rosenberg wuchs in Kuwisino auf und besuchte dann ein privates Gymnasium in St. Petersburg mit Abschluss 1912. Darauf studierte sie in den Höheren Bestuschewskije kursy für Frauen mit technischer Ausrichtung.
Nach der Oktoberrevolution lebte Rosenberg in ihrer Heimat und ernährte mit Landwirtschaft auf dem kleinen zugewiesenen Stück Land ihre Familie. 1922 wurden sie und ihr Vater vom Komitee für Wissenschaft und Technik der Seestreitkräfte in Petrograd eingestellt. Sie arbeitete unter Alexei Nikolajewitsch Krylow, der ihre Arbeit sehr schätzte. Ihre Kollegen waren Wassili Gawrilowitsch Grabin, Ilja Iwanowitsch Iwanow und Jewgeni Georgijewitsch Rudjak. Nach Verteidigung ihre Dissertation wurde sie zur Kandidatin der technischen Wissenschaften promoviert. Sie beriet darauf viele Aspiranten bei der Anfertigung ihrer Dissertationen. 1933 erschien ihr Buch über die Berechnung von Flachfeuertabellen mithilfe von ballistischen Tabellen.
Ab 1937 arbeitete Rosenberg im Konstruktionsbüro für Artilleriewaffen des Generals Ilja Iwanowitsch Iwanow. Mit ihren besonderen mathematischen Fähigkeiten und der Beherrschung der Festigkeitstheorie spielte sie eine herausgehobene Rolle im Konstruktionsbüro. Die meisten Konstruktionsberechnungen lagen in ihrer Verantwortung. Zusammen mit G. A. Smirnow-Aljajew verfasste sie ein Buch zur Theorie der plastischen Verformung von Metallen.
Rosenberg hatte Enkel und Neffen. Rosenbergs jüngerer Bruder Michail Michailowitsch Rosenberg war Waffenkonstrukteur und zweimaliger Stalinpreisträger.

## Ehrungen, Preise
- Medaille „Für heldenmütige Arbeit“ (1939)[1]
- Orden des Roten Banners der Arbeit (1945)
- Stalinpreis I. Klasse  (1946 als Mitglied des Kollektivs I. I. Iwanows und erste Frau der UdSSR) für die Entwicklung neuer Waffen (T-34-Turm)[1]